# Enizemum striatum
Enizemum striatum là một loài tò vò trong họ Ichneumonidae.